# Marcipa truncata
Marcipa truncata är en fjärilsart som beskrevs av Pierre Joseph Pelletier 1978. Marcipa truncata ingår i släktet Marcipa och familjen nattflyn. Inga underarter finns listade i Catalogue of Life.